# Jacopo Linussio
Jacopo Linussio (Paularo, 8 aprile 1691 – Tolmezzo, 17 giugno 1747) è stato un imprenditore italiano.

## Biografia
Nacque a Villa di Mezzo, borgo di Paularo nel 1691 da Pietro Linussio (imprenditore conosciuto in Friuli come il "sacodâr dal ucel di fen") e Maria Del Negro. Dopo aver effettuato un periodo di apprendistato a Villaco, per apprendere il tedesco e l'arte della tessitura, rientra in Carnia, a Tolmezzo dove lavora come garzone. Successivamente, nel 1717 si mise in proprio, trasformando la casa paterna dell'abate di Moggio in un opificio. Nel 1739 inizia la costruzione dell'opificio di Tolmezzo, detto "La Fabrica", comprensivo della sua abitazione, il "Palazzo Linussio" (ora caserma Cantore), edificata su disegno di Domenico Schiavi.
Considerato il primo imprenditore della Carnia, diede vita a tre importanti stabilimenti tessili a Tolmezzo,  Moggio Udinese e San Vito al Tagliamento (la Ca' Bianca). Fu il primo imprenditore in Europa a concepire il lavoro a domicilio femminile. Costruì a Moggio un intero quartiere operaio dove le donne potevano dedicarsi, presso il proprio domicilio, alla filatura con macchine parzialmente meccaniche. Alle sue dipendenze arrivarono a lavorare fino a tremila persone che, per i tempi, erano una cifra enorme.